# Yponomeuta griseomaculatus
Yponomeuta griseomaculatus is een vlinder uit de familie van de stippelmotten (Yponomeutidae). De wetenschappelijke naam van de soort werd in 1970 gepubliceerd door Gershenzon.